# Współczynnik przesterowania
Współczynnik przesterowania – współczynnik liczbowy kf określający, jak zachowuje się tranzystor bipolarny w czasie pracy impulsowej. Związany jest z gromadzeniem się ładunku przesterowania w obszarze bazy podczas przechodzenia z zakresu pracy aktywnej normalnej w stan nasycenia.
W czasie pracy impulsowej tranzystora bipolarnego w układzie WE następuje przesunięcie punktu pracy z zakresu odcięcia do zakresu nasycenia. Tranzystor, wchodząc w zakres nasycenia, zaczyna ładować obszar bazy (związane jest to z pojemnością bazy) ładunkiem przesterowania. Ładunek przesterowania napływa zarówno ze złącza emiter-baza jak i ze złącza kolektor-baza (w stanie nasycenia obydwa złącza p-n są spolaryzowane przewodząco). Następuje superpozycja ładunków. Prąd potrzebny do sterowania tranzystorem, czyli prąd bazy, w tym przypadku zawiera się w zakresie nasycenia. Prąd bazy, przy którym napięcie Ucb wynosi zero to prąd nazwany Ibs - jest to moment wejścia w stan nasycenia. Na krzywej oddzielającej obszar pracy aktywnej normalnej od obszaru nasycenia znajdujemy punkt, w którym prosta obciążenia przecina omawianą krzywą. W tym punkcie można wyznaczyć prąd maksymalny zakresu aktywnego normalnego na danej krzywej obciążenia. Współczynnik przesterowania kf to iloraz prądu bazy Ibf i prądu Ibs.